# Alea. Revista Internacional de Fenomenología y Hermenéutica
Alea. Revista Internacional de Fenomenología y Hermenéutica es una publicación anual dedicada a la filosofía contemporánea y, más concretamente, a la fenomenología y la hermenéutica.

## Historia, edición y temática
Alea. Revista Internacional de Fenomenología y Hermenéutica nació en el marco de la Facultat de Filosofia de la Universidad de Barcelona, como órgano de expresión del Grupo de Estudios Filosóficos Alea. 
En la actualidad es editada por investigadores de diferentes procedencias académicas, de varios países de Europa y Latinoamérica y cuenta en su consejo asesor con la colaboración de los Proferores Félix Duque (Universidad Autónoma de Madrid) Hans-Helmuth Gander (Universidad de Friburgo d. Br.) y Felipe Martínez Marzoa (Universidad de Barcelona).
Cuenta con el patrocinio del Institut d’Humanitats de Barcelona y es publicada por la editorial Documenta Universitaria (Gerona).
La revista está dedicada a temas de discusión filosófica próximos a la fenomenología y la hermenéutica, ya sea por la perspectiva adoptada para su tratamiento, o por la temática del problema que plantean, por lo que su espectro fundamental (aunque no exclusivo) es la filosofía continental contemporánea.  Publica artículos inéditos de investigación y reseñas de libros en diversos idiomas: alemán, castellano, catalán, francés, inglés e italiano, además de traducciones al castellano de textos clásicos de especial relevancia. 
Algunos volúmenes abordan temas de manera monográfica; así, por ejemplo, se han dedicado algunos de sus números al pensamiento de los principales representantes de la fenomenología y la hermenéutica del siglo XX: Martin Heidegger (vol. 4/ 2006), Edmund Husserl (vol. 7/2009) o Hans-Georg Gadamer (vol. 8/2010).